# Gentile da Fabriano

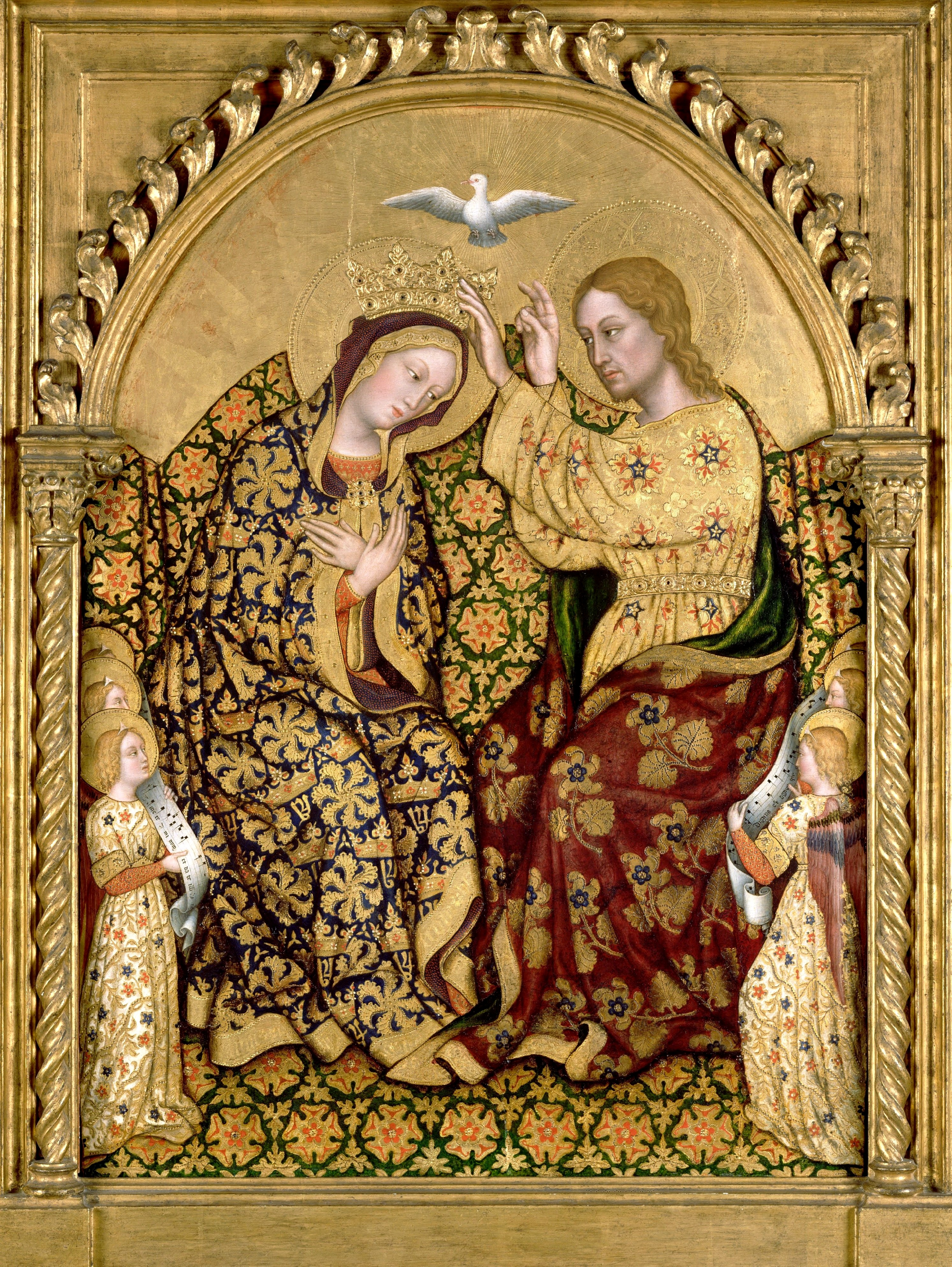
La coronació de la Verge (c. 1420), Museu J. Paul Getty, Los Angeles

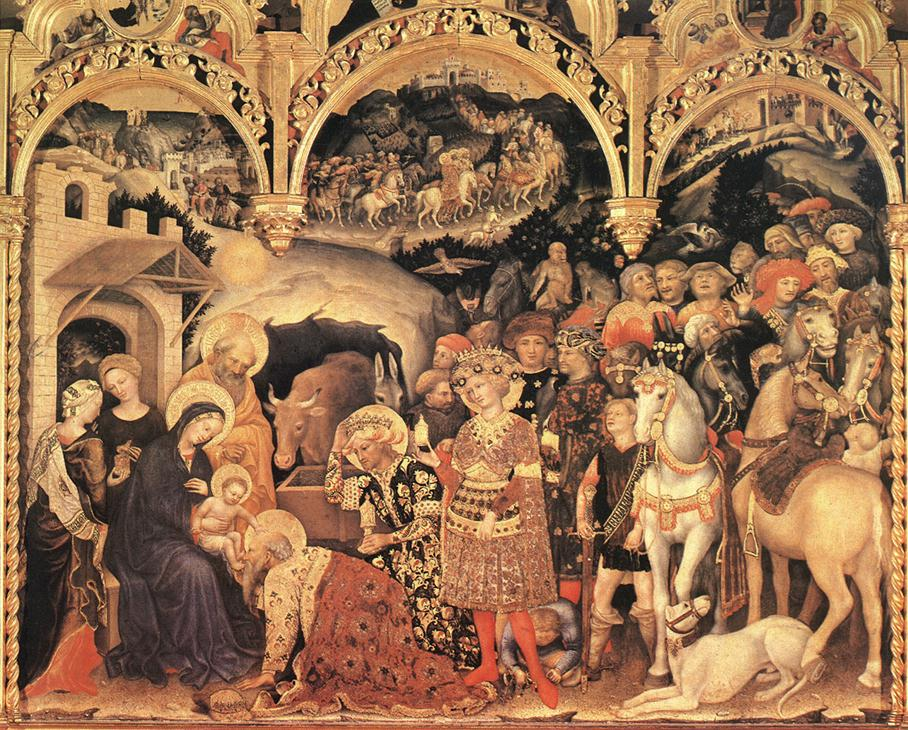
Adoració dels Reis Mags, de Gentile da Fabriano

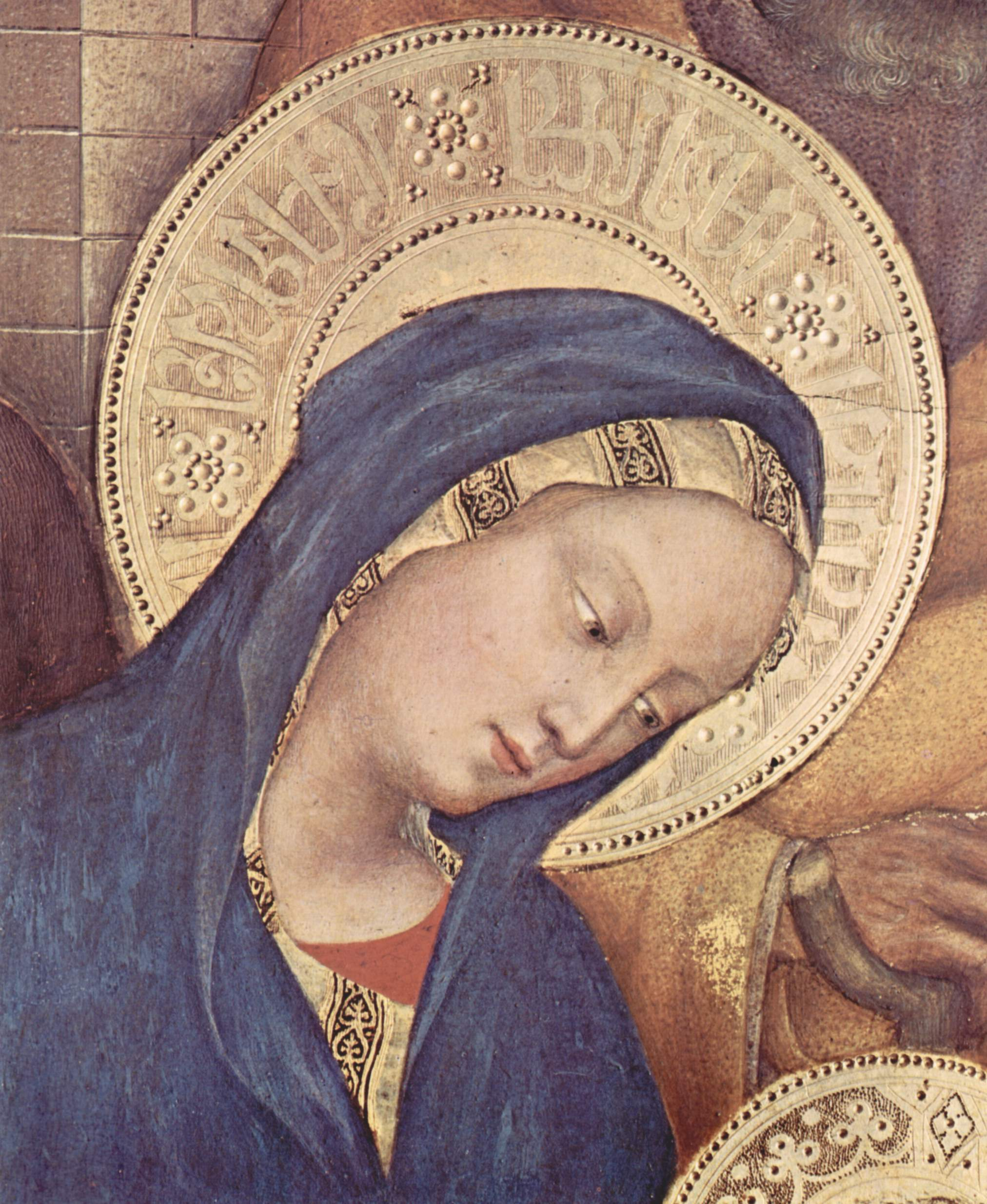
Cal·ligrafia pseudocúfica a l'aurèola de la Verge Maria, detall de lAdoració dels Mags (1423) de Gentile da Fabriano. La cal·ligrafia està a més a més dividida per rosetes com les que apareixen als plats mamelucs.

Gentile da Fabriano (Gentile di Niccolò)(~1370 - ~1427) va ser un pintor italià, un dels principals exponents de l'estil gòtic internacional a Itàlia. Va encarnar en el seu segle la típica figura de l'artista itinerant, que preferia moure's per trobar les més variades ocasions de treball, ofertes per les corts abans que quedar-se establert en un taller. La seva pintura poètica i fabulosa, el gust per la línia i un ús incomparable dels elements decoratius ho van portar al cim de l'escola italiana de l'època, rebent encàrrecs de grand prestigi. En visitar Florència, va entrar en contacte amb el naixent humanisme a l'art i, encara que sense renunciar a l'estil propi, va iniciar una conscient transició entre el decorativisme tardogòtic i l'essència renaixentista.

## Joventut
Es creu que Gentile da Fabriano va nàixer a la regió de les Marques, a l'est d'Itàlia. Va quedar orfe molt menut. Després de la mort de sa mare i l'ordenació com monjo de son pare va entrar com a aprenent d'un pintor toscà. Es coneix poc dels primers anys de la seua carrera; se sap que cap a l'any 1408 estava treballant a Venècia. Entre 1409 i 1420 va pintar un fresc, avui dia perdut, al palau del Dux, que representava la batalla naval entre les forces venecianes i les d'Otó III del Sacre Imperi. Posteriorment es va traslladar a Brescia. Cap a 1420 va tornar a Florència, on va pintar l'any 1423 la seua obra més famosa, l'Adoració dels Reis Mags; originàriament dissenyada com a retaule per a una església, avui dia es conserva en la Galeria dels Uffizi. En el centre es veu l'escena principal que dona nom a l'obra: l'Adoració dels Mags a Jesucrist acabat de néixer. Està envoltat d'un marc on hi ha gablets, on poden veure's Àngels, Jeremies, Isaïes, Moisès, David, Ezequiel i Daniel; a les mitjacanyes es veu a l'Àngel de l'Anunciació, al d'enmig al Redemptor i a la dreta, l'Anunciació de la Verge. Finalment, al llarg de la predel·la es veuen els episodis de la Nativitat, la Fugida a l'Egipte i la Presentació de Jesús al Temple. L'obra està construïda en perspectiva simbòlica.
El maig de 1425 va pintar el políptic Quaratesi, un sèxtuple panell de fusta encarregat per la família Quaratesi per a l'altar major de l'església de San Niccolo sul'Arno a Florència, on es va conservar fins a l'any 1830; però que després va ser venut per parts (els quatre panells laterals es poden veure a la galeria dels Uffizi, i la resta esparsos entre el Palau de Hampton Court, Regne Unit, i la National Gallery of Art de Washington, Estats Units d'Amèrica). En aquesta obra es veu una transició de l'estil de Gentile influït per la cultura humanística florentina, que en aquells anys s'anava afermant, amb una precisa observació de les escultures antigues. Les figures són calmades i monumentals, construïdes sòlidament, amb colors compactes i amb un segell molt sobri, més proper a les obres de Lorenzo Ghiberti i Masolino da Panicale.

## Roma
El 1425 va abandonar Florència per anar a Siena, on va estar entre juny i agost d'aquest any. Allà va pintar per al Palau dei Notai, a la Plaza del Campo, una Verge amb Nen en la façana, obra perduda. A Siena, va exercir una profunda influència en Sassetta. Es va traslladar a Siena i després a Orvieto, on va fer el famós fresc de la Mare de Déu i l'Infant per a la catedral, en el que els cossos sòlids es perfilen des de sota els panells i les expressions s'humanitzen, abandonant les maneres corteses dels primers anys.
El gener de 1427 va arribar a Roma, on va rebre un encàrrec molt prestigiós del papa Martí V: la decoració al fresc de la nau central de la Basílica del Laterà. La mort, a l'agost d'aquest mateix any, li va impedir concloure'ls, i l'obra va ser acabada cinc anys més tard per Pisanello, el seu ajudant i deixeble que es va fer aleshores càrrec del taller de Gentile. Aquest cicle, cimera de la pintura gòtica internacional, va ser destruït després de les tasques de Borromini a la basílica, però es coneixen per un dibuix copiat pel mateix Borromini i alguns fragments, sobre els quals, tanmateix, la crítica no és unànime pel que fa a la procedència i originalitat.
L'any 1427 va morir a Roma, mentre treballava en diversos frescos en la basílica de Sant Joan del Laterà, actualment perduts. Amb data 14 d'octubre de 1427 es recordava a Gentile com ja mort. Pel que fa al lloc de Roma on se'l va enterrar, hi ha dues hipòtesis, una, que va ser sepultat a l'església de Santa María Nova de Roma, actualment Santa Francesca Romana, i l'altra, que va ser enterrat a la Basílica Santa Maria in Trastevere. En qualsevol cas, la seva tomba s'ha perdut.

## Context històric
El Renaixement italià va iniciar l'era del renaixement, un període de grans assoliments i canvis culturals en Europa que es va estendre des de fins del segle xiv fins al voltant de 1600. Encara que els orígens del moviment aïllat principalment a la cultura literària, l'esforç intel·lectual i la tutela poden rastrejar-se fins inicis del segle xiv. Molts aspectes de la cultura italiana romanien en el seu estat medieval i el renaixement no es va desenvolupar completament fins a fi de segle.
La paraula renaixement (rinasciment) té un significat explícit, que representa el renovellat interès del període en la cultura de l'antiguitat clàssica, Aquests canvis significatius, van estar concentrats a les classes altes, i per a la gran majoria de la població la vida va canviar poc amb relació a l'Edat Mitjana.
El renaixement italià va començar a la Toscana, amb epicentre a les ciutats de Florència i Siena. Després va tenir un important impacte a Roma, que va ser ornamentada amb alguns edificis en l'estil antic, i després fortament reconstruïda pels papas del segle xvi. La cimera del moviment es va donar cap a finals del segle xv, mentre els invasors estrangers sumien la regió en el caos. Tanmateix, les idees i ideals del renaixement es van difondre per la resta d'Europa. El renaixement italià és ben conegut pels seus èxits culturals. Políticament va ser un període de constants lluites pel poder, canvis dinàstics, guerres i invasions estrangeres.

## Estil
Gentile da Fabriano és, juntament amb Lorenzo Monaco, un dels principals representants de l'estil gòtic internacional a Itàlia. Això significa que va conjuminar, les ensenyances de l'escola de Siena de la primera meitat del segle xiv, amb la seva delicadesa i linealitat, amb una representació més realista de la natura, els animals, les plantes i les persones. Es produïen així obres refinades molt adequades per expressar el luxe i la fastuositat dels senyors de l'època. A les seves obres s'aprecia la influència d'artistes com Lorenzo Ghiberti, Masolino da Panicale i Michelino da Besozzo.
Gentile és realista i minuciós en la seva representació dels detalls. Les textures, especialment de les teles, està molt reeixida. Es tracta d'un pintor medieval, i això s'aprecia al ric cromatisme o en l'ús del daurat de tradició romana d'Orient. Malgrat tot, hi ha en ell trets que prefiguren el renaixement: intenta donar volum a les seves figures, modelar-les, i fer-les expressives. Actualment es posa èmfasi en el seu modern tractament de la llum i també per haver usat el dibuix lliure en els seus estudis i esbossos.

### Tècnica i proporció
La falta d'atenció prestada a la pintura sobre taula, ha estat un dels principals obstacles per reconèixer el seu realisme amb una major profunditat. Les seves pintures són creacions psicològiques i artístiques creades amb extrema subtilesa. La imatge està concebuda d'un mode heràldic: cada objecte o detall ha estat descrit artísticament amb molt de compte a manera d'emblema, formant part d'un trencaclosques congelat. Posant èmfasi en la composició espacial, està molt ben estudiada, per tal de cercar un significat tant en el plànol de la imatge com al fons. En aparença de totes les imatges fetes en aquesta època, semblen «d'un realisme poderós» però amaguen una sensibilitat artística que és la que modela l'estil –l'estil és un element que acostuma a ressaltar-se més freqüentment en els artistes italians contemporanis–.
La representació pintada de l'espai està definida de forma tan neta i resplendent que sembla que aquest existís. Els artistes de pintura d'aquesta època tracen amb molt de compte l'espai amb relació a les pintures establint una ferma «jerarquia d'ordre pictòric». A l'hora d'avaluar el realisme visual de les obres de l'Europa septentrional, la proporció és l'element més important, és a dir, no només estan plenes de diminuts detalls, sinó que les mateixes obres acostumen a ser també de dimensions molt reduïdes. A Itàlia predomina la pintura mural de caràcter públic i la pintura sobre taula amb figures de mida natural i les obres del nord van ser pensades per ser observades en la privacitat de la llar.